# Getting Better
«Getting Better» («Posant-se Millor») és una cançó de The Beatles, publicada com la quarta pista de l'àlbum de 1967 Sgt. Pepper's Lonely Hearts Club Band. Acreditada al tàndem Lennon–McCartney, el seu principal compositor és Paul McCartney, amb algunes contribucions a la lletra de John Lennon.
Un conegut incident ocorregué enregistrant aquesta cançó. El 21 de març de 1967, dia en què el productor George Martin afegí un solo de piano a «Lovely Rita», Lennon es queixà que no estava bé i que no es podia concentrar. Equívocament, havia pres LSD en lloc d'un estimulant. Martin, que no ho sabia, el pujà al terrat d'Abbey Road Studios perquè li toqués l'aire i tornà a l'estudi on l'esperaven Harrison i McCartney. Ells dos, que sabien el vertader perquè del malestar de Lennon, corregueren cap al terrat tan bon punt ho saberen per evitar un possible accident.

## Personal
Segons Ian MacDonald:
- Paul McCartney – primera veu duplicada, baix elèctric, primera guitarra, piano elèctric
- John Lennon – segona veu, guitarra
- George Harrison – segona veu, primera guitarra, tanpura
- Ringo Starr – bateria, congas
- George Martin – piano, pianet